# Jadwiga Kalbarczyk
Jadwiga Kalbarczyk z domu Nowacka (ur. 20 marca 1915 w Kaliszu, zm. 31 lipca 1999 w Piastowie) – polska lekkoatletka, biegaczka średniodystansowa oraz łyżwiarka szybka,  mistrzyni Polski w obu tych dyscyplinach.

## Osiągnięcia w lekkoatletyce
Przed II wojną światową zdobyła mistrzostwo Polski w biegu na 800 metrów w 1933 i 1936 i oraz w biegu przełajowym w 1933, 1934 i 1936, wicemistrzostwo w sztafecie 4 × 200 metrów w 1932 i 1933 oraz w biegu na 800 metrów w 1934, a także brązowe medale w biegu na 800 metrów w 1932 i 1935 oraz w biegu przełajowym w 1932. Była halową mistrzynią Polski w biegu na 500 metrów w 1935 i 1937 oraz wicemistrzynią na tym dystansie w 1933, 1934 i 1936.
Po wojnie została pierwszą mistrzynią Polski w biegu na 800 metrów w 1945.
Była zawodniczką klubów AZS Warszawa (1932–1937) i BOS Warszawa (1945).
Rekordy życiowe:
- bieg na 500 metrów – 1:23,8 (25 lipca 1934, Warszawa)
- bieg na 800 metrów – 2:24,4 (14 czerwca 1936, Warszawa)

## Osiągnięcia w łyżwiarstwie szybkim
Była mistrzynią Polski w wieloboju łyżwiarskim w 1948, wicemistrzynią w 1938 i 1949 oraz brązową medalistką w 1933 i 1950.
Zdobyła również tzw. małe medale mistrzostw Polski za wyniki na poszczególnych dystansach (odrębne mistrzostwa Polski na dystansach nie były w tym casie rozgrywane): złote w wyścigu na 500 metrów w 1948, w wyścigu na 1000 metrów w 1938, w wyścigu na 1500 metrów w 1948 oraz w wyścigu na 3000 metrów w 1938 i 1948, a także srebrne medale w wyścigu na 1000 metrów w 1949, w wyścigu na 1500 metrów w 1949 i 1951, w wyścigu na 3000 metrów w latach 1939 i 1949–1951 oraz w wyścigu na 5000 metrów w 1950.   

## Rodzina
Jej mężem był Janusz Kalbarczyk (1910–1999), łyżwiarz szybki, uczestnik igrzysk olimpijskich w 1936 w Garmisch-Partenkirchen.